# 19-та піхотна дивізія (Третій Рейх)
19-та піхотна дивізія (Третій Рейх) (нім. 19. Infanterie-Division) — піхотна дивізія Вермахту за часів Другої світової війни. 1 листопада 1940 переформована на 19-ту танкову дивізію.

## Історія
19-та піхотна дивізія була створена 1 жовтня 1934 в Ганновері в 6-му військовому окрузі (нім. Wehrkreis VI) в ході 1-ї хвилі мобілізації.

## Райони бойових дій
- Німеччина (жовтень 1934 — вересень 1939);
- Польща (вересень — листопад 1939);
- Німеччина (листопад 1939 — травень 1940);
- Бельгія та Франція (травень — листопад 1940)

## Командування

### Командири
- генерал кавалерії Конрад фон Госслер (нім. Konrad von Goßler) (1 жовтня 1934 — 1 березня 1938);
- генерал-лейтенант Гюнтер Швантес (нім. Günther Schwantes) (1 березня 1938 — 1 лютого 1940);
- генерал-майор Отто фон Кнобельсдорф (нім. Otto von Knobelsdorff) (1 лютого — 1 листопада 1940).

## Нагороджені дивізії
Нагороджені дивізії
|  | Кавалери Лицарського хреста Залізного хреста | 4 |